# كارولين غالوب ريد
كارولين غالوب ريد (بالإنجليزية: Caroline Gallup Reed)‏ هي مربية أمريكية، ولدت في 5 أغسطس 1821 في نيويورك في الولايات المتحدة، وتوفيت في 17 نوفمبر 1914.